# Tren Ligero de Baltimore
El Tren Ligero de Baltimore  o Baltimore Light Rail es un sistema de tren ligero que abastece al área metropolitana de Baltimore, Maryland. Inaugurado en abril de 1983, actualmente el Tren Ligero de Baltimore cuenta con 3 líneas y 33 estaciones.

## Administración
El Tren Ligero de Baltimore es administrado por la Administración de Transporte de Maryland.